# アンドレア・デ・チェザリス
アンドレア・デ・チェザリス（Andrea De Cesaris 、1959年5月31日 - 2014年10月5日）は、イタリア出身の元レーシングドライバー。
日本では「チェザリス」と呼称される場合も多いが、「デ・チェザリス」が正しい苗字である。
クラッシュが多いことを揶揄され、「壊し屋」、また壊し屋(Crasher)と姓(Cesaris)を掛けて、「クラッシャリス(Crasheris)」と呼ばれることもあった。

## 人物紹介
F1において未勝利者では「歴代最多出走回数（208回、歴代出走回数では20位、2024年シーズン終わりの時点）」という記録を保持していた。(2024年現在は227回出走のニコ・ヒュルケンベルグが更新している。)また、リタイア総回数・連続リタイヤ数も第1位である（生涯完走率は34.1%にすぎない）。
完走率の低さに関しては、マールボロからの個人スポンサーを受けていたことから、ドライビングに成長が見られなかった説や、下位チームに在籍することが多く、マシンの信頼性の低さに苦戦したことも起因するという説もある。
キャリア15年で延べ12チームに在籍し、移籍の多いF1キャリアだった。

## 経歴

### 期待の若手時代
フィリップモリス重役の息子という裕福な環境に育ち、デ・チェザリスは少年時代からオートバイに強い興味を持っていたが、父親は二輪に乗るのは反対だったため息子の興味をそらすためにレーシングカートを彼にプレゼントしたのが13歳の時だった。身近な環境でカート愛好家の伯父がおり、初めてカートに乗った時にその伯父より速く走ったので「ちゃんとしたカートレースに出てみろ、おれは引退してお前のレースを見るだけにするから」と言われたのがきっかけで本格的にカートレースを開始。世界カートチャンピオン獲得後、F3にステップアップする際に父が「マールボロの知り合い」の所にデ・チェザリスを連れて行き、F3のチームを紹介してもらいテストのチャンスを得たのがマールボロとの最初のつながりであった。以後、ロン・デニス率いる、プロジェクト4からF2へとステップ・アップし1980年のヨーロッパF2選手権第2戦ホッケンハイムリンクではポールポジションを獲得するなど速さを見せ、第11戦ミサノでは優勝。ランキング5位になると、F1チームからいくつかコンタクトがあった。
1980年
同年のメイン参戦カテゴリーはヨーロッパF2だったが、F2最終戦が終了したため参戦可能となったF1終盤の2レースへ出るチャンスを得た。1980年第13戦カナダグランプリにて、マールボロがメインスポンサーであるアルファロメオからF1デビュー。予選8位につけたが、決勝はエンジントラブルでリタイヤ。続く最終戦アメリカ東グランプリでは、クラッシュにより序盤にリタイヤと、この年出走した2戦では完走を果たせなかった。
1981年
アルファロメオ同様、メインスポンサーがマールボロのマクラーレンへ移籍。この年マクラーレンは、F2時代に所属していたプロジェクト4と合併しての新体制になっており、『合併により、旧マクラーレンとの契約は無効になった』と強引にルノーに移籍してしまったアラン・プロストの後任としての加入で、自身初のF1フル参戦となった。第3戦アルゼンチングランプリにて11位初完走を果たし、続く第4戦サンマリノグランプリで6位に入り、初入賞を記録した。しかしシーズンを通すと、全15戦中リタイヤは8回を喫し、その内6回は自身のミスや他者との接触によるもので、第12戦オランダグランプリでは予選13位予選で13番グリッドを獲得したものの、デ・チェザリスがクラッシュしてマシンを壊す恐れがあるとマクラーレンチームが判断し、レースに出走させなかったこともあった。また、高額なカーボンモノコックを初めて採用したマクラーレン・MP4/1をデ・チェザリスが何度も大破させたことがロン・デニスからの不評を買い、1シーズン限りで放出された。この年はランキング18位となった。
このマクラーレンでのデビュー年について、10年後（7upジョーダン所属時）に受けた取材にてデ・チェザリス自身が「この年は最悪の年だった。僕がいた時のマクラーレンはF1の頂点にいる今(1991年)のマクラーレンじゃなくまだ小さなチームだった。僕は実質的にはルーキーイヤーだけど、テスト機会もそんなに無くて経験不足な上、年の半分は古いマシンのままだった。でもそんなことは誰も覚えてないんだ。そして僕にはマクラーレンのようなトップチームなのにクラッシュが多かったやつというレッテルが貼られてしまった。以後はそのレッテルが間違いだと証明する事ばかり考えてレースをやってるんだよ」と吐露している。
1982年

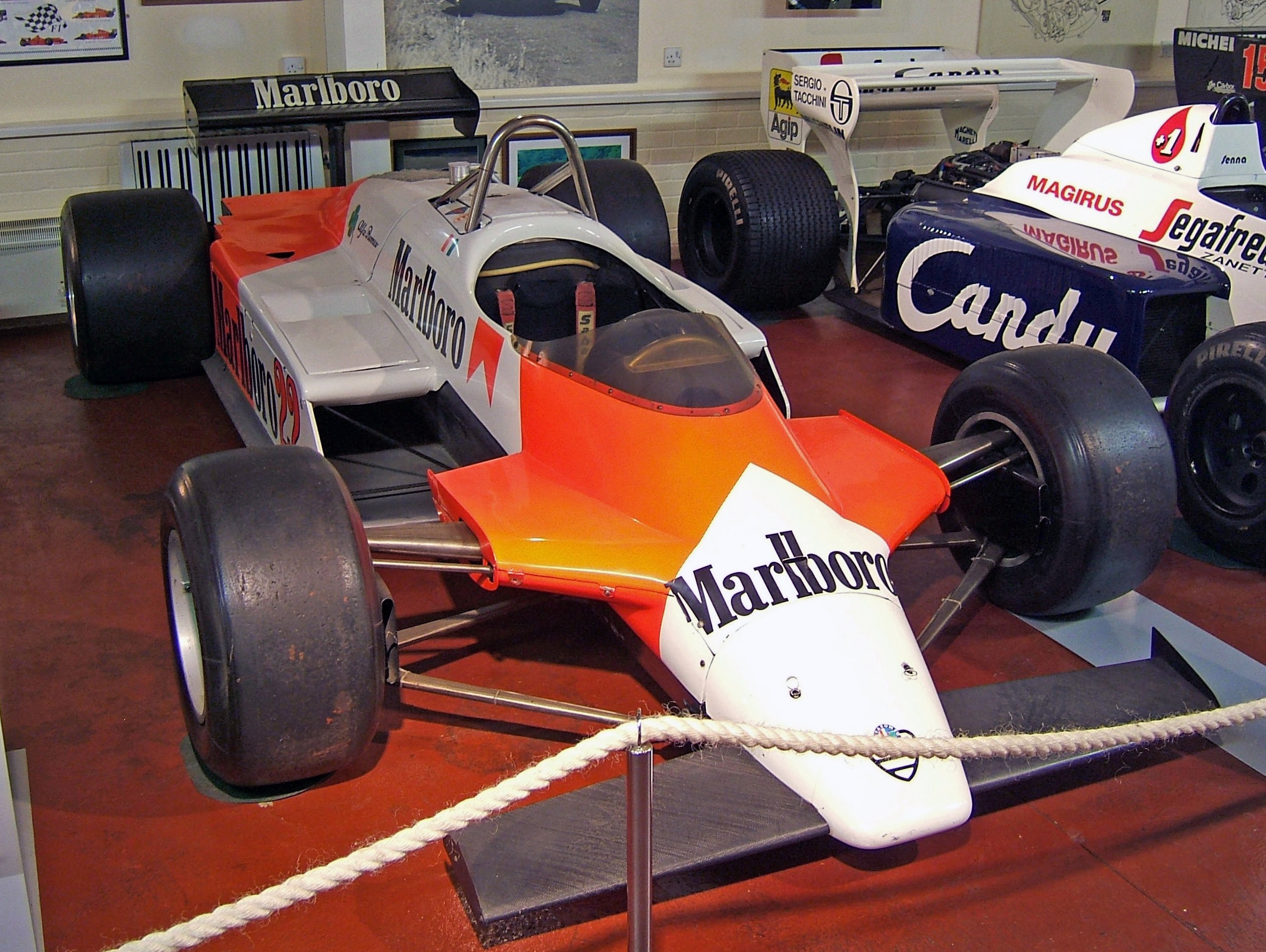
デ・チェザリスが最年少PPを獲得したアルファロメオ・182

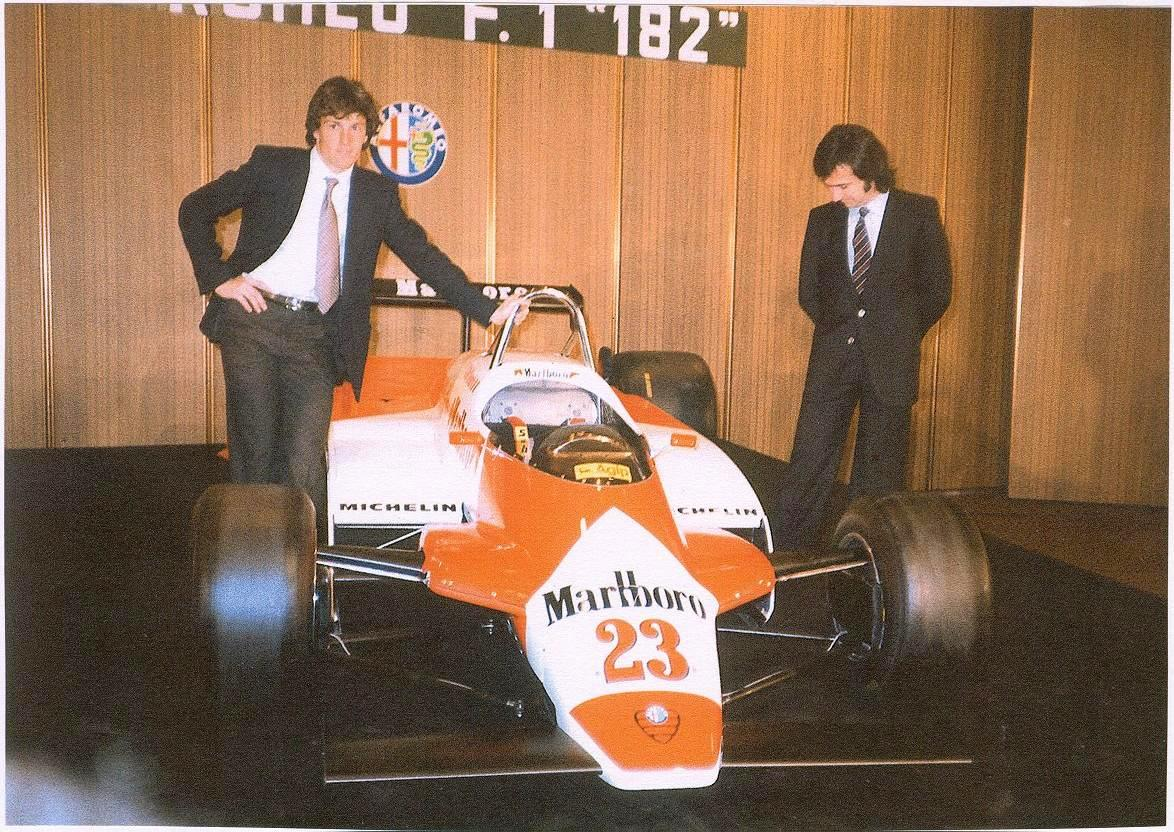
デ・チェザリスとブルーノ・ジャコメリ（1982年）

デビューチームであるアルファロメオへと復帰。公道コースの第3戦ロングビーチグランプリでは、当時の最年少記録（現在では歴代7位）でPPを獲得したが、獲得が判明した時点から極度に緊張し、コックピットから出ることができず、チームがデ・チェザリスに対してブランデーと髭を剃るようにとシェーバーをプレゼントして祝福することにより、出走することができた。決勝では1位走行中に周回遅れのラウル・ボーセルに対して、邪魔だと右手の拳を上げ抗議したところ、シフトアップを忘れ、その隙にニキ・ラウダに抜かれ、勝利を逃した（デ・チェザリスは2位走行中、ブレーキトラブルによるクラッシュで壁に衝突しリタイア）。その後、第6戦モナコグランプリで3位に入り、初の表彰台を獲得。第7戦デトロイトグランプリでは予選2位に付ける（決勝はリタイヤ）など、公道コースで見せ場を作っていた。
しかし、結果的には16戦中10回のリタイヤを喫し、入賞は上記のモナコグランプリと、第8戦カナダグランプリでの6位のみとなった。ランキングは17位。
1983年
開幕戦ブラジルグランプリにて、いきなり予選で失格処分を受ける。しかしその後は予選で3位グリッド、決勝で2位表彰台をそれぞれ2度獲得した。中でも第6戦ベルギーグランプリでは、予選3位グリッドから好スタートを決めトップで1コーナーを抜けると、エンジントラブルの兆候が現れるレース中盤過ぎまでルノーのアラン・プロストを引き離してトップを走行し続けるという好レースを見せた。17周目には自身初のファステストラップも記録しトップを独走したが（獲得の早さは歴代6位）、エンジンが完全に壊れたためコース脇にマシンを止めリタイアした。以後このレースは彼のF1キャリアで最も勝利に近づいたレースとされている。入賞は2度の2位のほか4位1回であり、ランキングで8位となった。
しかしこの年も、14戦中9回と多くのリタイヤを喫していた（ただしこの年のリタイアの原因は大半がギアボックスのトラブルによるものだった）。その後何年経ってもクラッシュやリタイヤが減らなかったことから、デ・チェザリスのイメージは次第に「荒いが速い」から「速いが荒い」に変化していくことになる。

### クラッシュキング
1984年

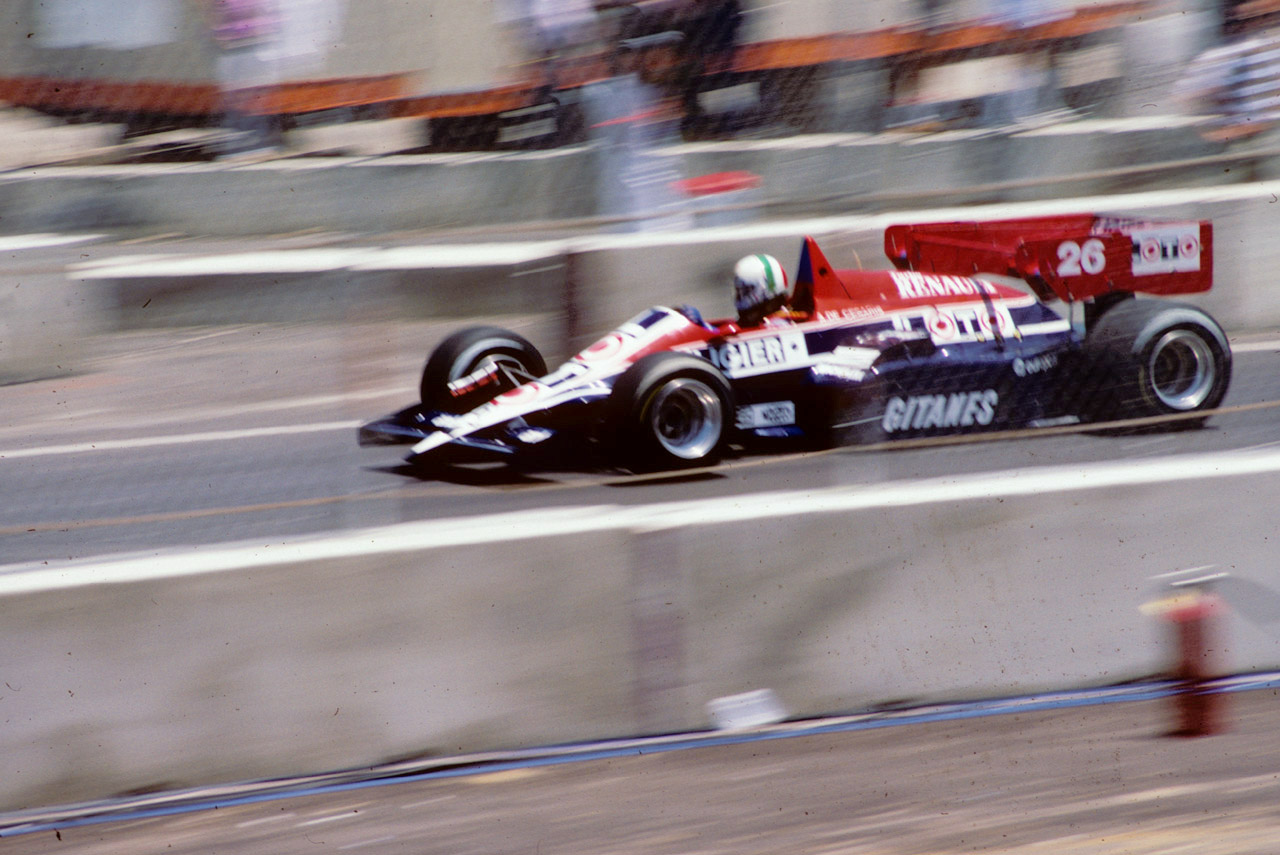
リジェ時代のデ・チェザリス（1984年ダラスGPより）

1984年からはリジェに移籍。序盤に5位・6位各1回ずつの入賞を果たすが、その後は入賞できず、ランキング16位。この年は16戦中9回のリタイヤであった。
1985年
リジェ残留したが、開幕戦ブラジルグランプリから3連続のリタイヤ。得意とする公道の第4戦モナコグランプリで4位に入り、ここから3連続完走となるが、以後は再びリタイヤを連発。特に第9戦ドイツグランプリ・第10戦オーストリアグランプリと連続でクラッシュによりマシンを大破させたことでオーナーのギ・リジェが憤慨。第11戦オランダグランプリでの5戦連続かつシーズン8度目のリタイヤを最後に、シーズン途中で契約解除された。ドライバーズ・ランキング17位。
1986年
イタリアのミナルディに移籍加入し、ルーキーのアレッサンドロ・ナニーニとのイタリアン・コンビとなったが、M186の完走能力が極めて低く、本来得意とする第4戦モナコグランプリで予選落ちを喫した。搭載するモトーリ・モデルニ・エンジンの信頼性は皆無であり、決勝進出した15戦中、10戦連続を含む計14度のリタイヤを喫した（同僚のナニーニも完走は1回のみだった）。唯一完走した第15戦メキシコグランプリも8位であり、この年はノーポイントに終わった。
1987年
ブラバムに移籍、リカルド・パトレーゼとのコンビとなった。第3戦ベルギーグランプリでは、残り1周で燃料切れを起こしながらも3位表彰台を獲得、4年ぶりに表彰台に立つが、以後12戦連続リタイヤ。結果的に16戦中14回のリタイヤを喫した。ランキングは14位。
1988年
新規参入チームであるドイツのリアルに移籍。1カーエントリーの新チームであり、ベテランとしてけん引する役目となった。元フェラーリのデザイナーであるグスタフ・ブルナー作のマシンは時折速さを見せ、公道の第6戦デトロイトグランプリで4位に入り新チームに3ポイントをもたらす。第9戦ドイツグランプリでも速さを見せる一幕もあったが、最終的には16戦中11回のリタイヤとなった。ランキング15位。
1989年

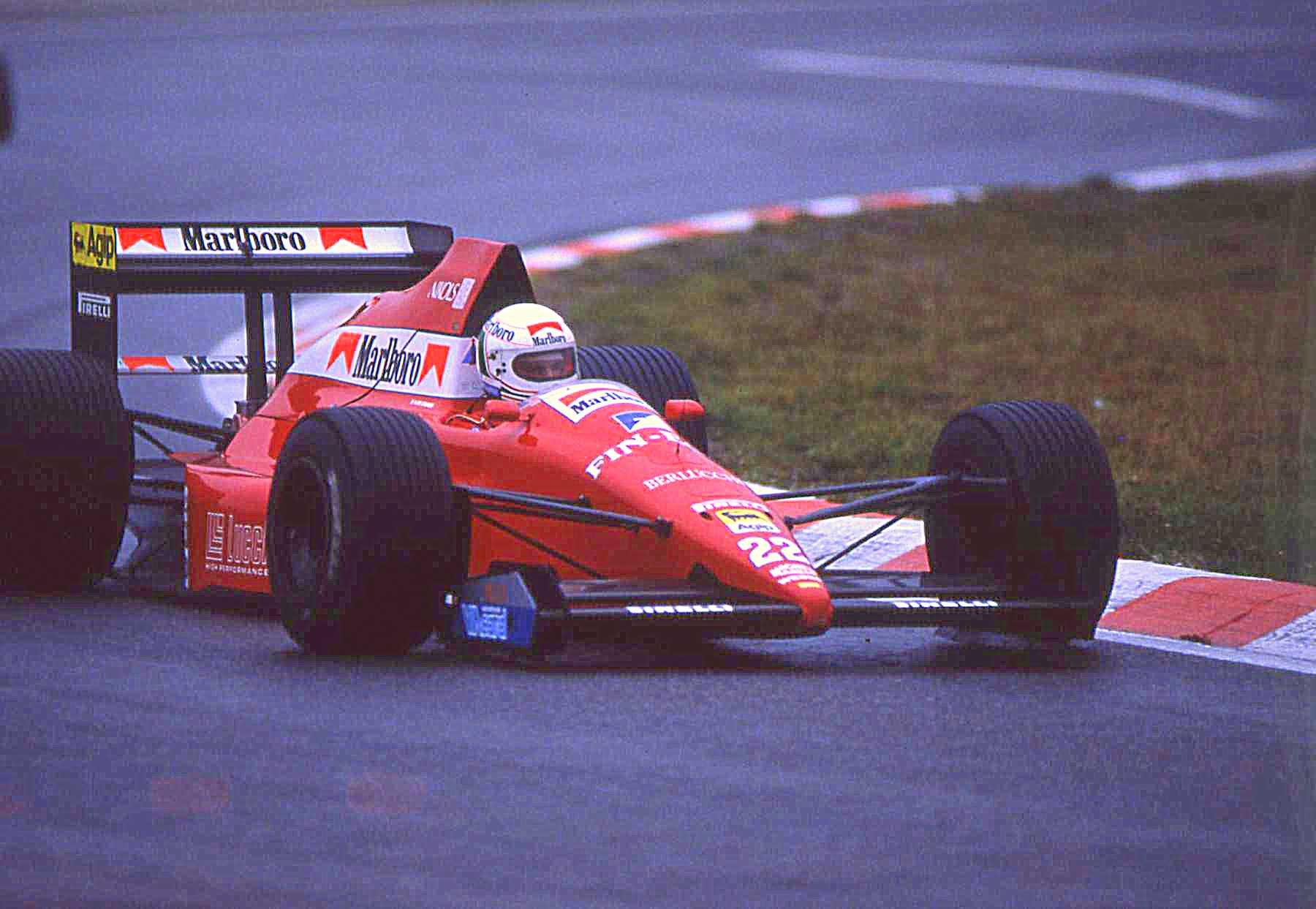
スクーデリア・イタリア時代のデ・チェザリス（1989年ベルギーGPより）

スクーデリア・イタリアに移籍。第5戦アメリカグランプリでは、2位を走行していたチームメイトのアレックス・カフィと接触し、カフィをリタイヤに追い込む一幕もあった。しかしその次戦である第6戦カナダグランプリでは、大雨のレースで殊勲の3位表彰台を獲得し、前戦でのミスを帳消しにした。入賞はこの1度のみでランキング16位ながら、決勝に進出した15戦中リタイヤは6度となり、参戦10年目・フル参戦9年目にして、初めて完走したレースが半数を超えた。
1990年
開幕戦アメリカグランプリで公道コースを得意とするピレリタイヤを活かし予選3位のタイムを出すが、それがこの年最大のトピックであった（決勝はリタイヤ）。その後も計16戦中、5戦連続を含む12回のリタイヤ・各1度の失格・予選落ちと結果を残せなかった。完走した2回中、最高位は10位であり、4年ぶりのノーポイントに終わった。

### 再評価
1991年
シーズンオフの間はAGSと契約の話が進んでいたが、FIAによるエントリーリスト発表直前で撤回し、F1新規参入のジョーダンに移籍した。この年のデ・チェザリスは、ジョーダン・191シャシーとの相性も良く安定した走りを見せ、第4戦モナコグランプリでの予選10位、第5戦カナダグランプリからの連続入賞など、シーズンを通じ4度の6位以内入賞を果たしルーキーチームながらコンストラクターズ・ランキング5位獲得という躍進に貢献した。特に第11戦ベルギーグランプリでは一時2位を走り、トップのアイルトン・セナの背後にまで迫ったが、エンジンブローに見舞われ残り3周でマシンがストップした。このレース後の談話では「アイルトンのような明らかにこの世界のベストな相手と戦ったのはいい気分だった。ベストな相手とトップを目指して走れて、すごくやる気が戻って来た」とコメントした。この年は6度のリタイアがあったが、そのうち5度はマシントラブルであり、デ・チェザリスのドライブミスによるリタイアは日本グランプリのみだった。ドライバーズ・ランキングは9位。
翌年のチーム残留を前提に交渉をしていたが、メインスポンサーの「7up」を持つペプシコ本社が撤退を急に決めたため、ジョーダンはその穴を埋めようとバークレイタバコ（R.J.レイノルズ・タバコ・カンパニー）と交渉。これによりマールボロドライバーであるデ・チェザリスの残留が無くなり、新たにシートを探すことになった。
1992年
多くの候補を押しのけ、マールボロマネーを持参しティレル・イルモアへ移籍。チームメイトのオリビエ・グルイヤールもマールボロマネー持参でのティレル加入であった。グルイヤールが1ポイントも獲得できなかったのに対し、デ・チェザリスは日本グランプリで4位入賞を果たすなど「クラッシュ・キング」の名に反した堅実な走りを見せ、4度の入賞で計8ポイントを稼ぎ、チームをランキング6位に導いた。自身のドライバーズランキングは9位。リタイヤは16戦中8戦あったが、うち6戦はマシントラブルによるものであった。
1993年
ヤマハエンジンを獲得したティレルに残留したが、登場から3年目となる020シャシーは剛性も落ち
戦闘力不足となっており、低位置に喘ぐこととなる。第9戦イギリスグランプリからようやく新車021が投入されるも、状況は好転しなかった。リタイヤ8回・失格1回・周回不足1回で完走は6度のみであり、最高位は10位と3年ぶりのノーポイントに終わる。リタイヤしたレースのうち、アクシデントによるものは2度のみで、大半はマシントラブルだった。この年の低調はシート交渉に影響し、翌年のシートを確保できず同年を終える。
チームメイトの片山右京もノーポイントであり、ティレルチームが水タンク事件で全ポイントを剥奪された1984年を除けば、ティレル創設初年度の1970年以来のノーポイントだった（この'70年は終盤3戦に参戦したのみ）。
1994年

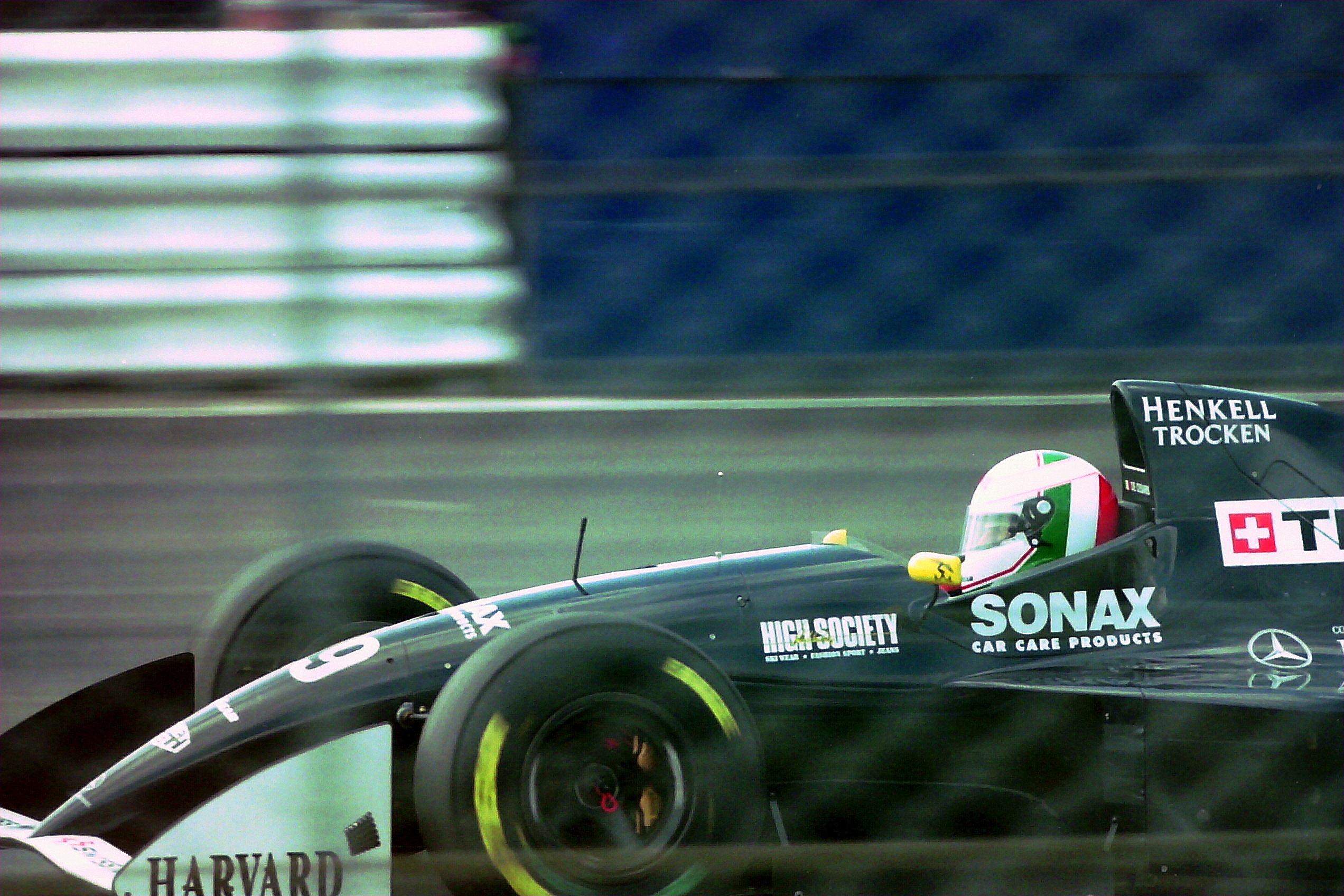
ザウバー時代のデ・チェザリス（1994年イギリスGPより）

レギュラーシートを失っていたが、地元の第3戦サンマリノグランプリと第4戦モナコグランプリには、出場停止処分を受けたエディ・アーバインの代役として古巣ジョーダンから参戦。急遽出走にもかかわらず後者では4位に入り、ストリートコースでの強さを発揮した。
その後第6戦カナダグランプリより、モナコグランプリで負傷したカール・ヴェンドリンガーの後任としてザウバーからレギュラー復帰する。カナダでは自身F1参戦200戦目の記念グランプリであり、サウバーは「C13」にそれを祝うスペシャルカラーを施して出走した。第7戦フランスグランプリでは6位に入賞したが、それ以外は全てリタイヤとなり第14戦ヨーロッパグランプリが最後のF1出走となった。続く第15戦日本グランプリからはヴェンドリンガー復帰の予定であったが、テスト走行してみると首の不調を訴えたため復帰が見送られ、チームは引き続きデ・チェザリスを鈴鹿以降も起用しようと電話をしたが、すでにバカンスでマウイ島に飛んでおり趣味であるウィンドサーフィン三昧だったため連絡が取れず、代わりにJ.J.レートが起用されたという逸話を残し、F1から去った。

### 引退後
引退後は、為替トレーダーとして成功を収めていた。2005年、往年の名選手達を集めて行われた第1回グランプリマスターズ大会に出場、4位の成績を収めている。
2014年10月5日、ローマの環状道路でオートバイ乗車中の交通事故のため死去。55歳没。

## エピソード
- 身長172cm。
- レース直前に、緊張したり興奮すると白目になるという奇癖を持っていた[15][16]。
- 1979年のイギリスF3時代、オールトンパークでのレース中にデ・チェザリスの運転を原因とする事故に巻き込まれて脊椎を2箇所損傷したナイジェル・マンセルからは「気違い野郎」と呼ばれていた。
- 1980年代まで他人を巻き込むクラッシュが多く、他のドライバーがデ・チェザリスを抜こうとすると、何かしらのトラブルに巻き込まれることから「走る障害物」と揶揄され、他のドライバーから恐れられていた[17][18]。
- 1982年開幕戦キャラミを前に起きたFISA対FOCAの対立とスーパーライセンス資格などを巡って、ドライバー達が同じホテルに集まってのストライキ・ボイコット騒動となった。泊まり掛けの騒ぎになり寝袋が用意されたが、それまでのデ・チェザリスの荒い走りに憤慨していたニキ・ラウダに捕まり、二人用の寝袋に連れ込まれて説教を受けた。
- 1988年デトロイトGPに向かうために寄った乗り継ぎのニューヨーク・ラガーディア空港で、デトロイト行きの飛行機の出発時刻が大幅に遅れ、職員と喧嘩になってしまった。口論がエスカレートしたデ・チェザリスは近くにあった空港職員用のマイクを持つと、空港内全館に向けてその航空会社の悪口を言い続けた。制止に来たガードマンに囲まれ、警察にまで連行されてしまい一晩警察署の留置所で過ごすこととなった。しかしデトロイトGPには無事出走できた[19]。
- 1987年、ブラバム時代にベルギーグランプリでは前述の通り残り1周で燃料切れを起こす。実は4位以下は周回遅れであったため3位が確定していたのだが、デ・チェザリスは3位が確定したことが分からず、慌ててマシンをゴールまで手で押して行った。
- 1991年、ジョーダン時代にメキシコグランプリでゴール直前で燃料切れを起こし、マシンをゴールまで手で押して4位フィニッシュした。
- 1991年、ジョーダンとの契約時に「マシンを壊したら罰金」という項目が契約に盛り込まれていた。
- 日本のF1中継で実況を担当していた古舘伊知郎は、「サーキットの通り魔」「犬も歩けばチェザリスに当たる」等クラッシュの多さを比喩した様々な表現を行う一方、「非常に愛妻家で、休日はモナコ市街を夫人と一緒に買物袋を両手いっぱいに抱えながら歩いている」[20]と、レースでのイメージとは違った一面を紹介し、解説の今宮純や森脇基恭が「プライベートではすごくいい人」とすかさず口を揃えるシーンもあった。
- アルペンスキーを得意としており、'87～'88シーズンに開催されたF1関係者によるスキー大会（種目はジャイアントスラローム）では、「FISワールドカップスキーレーサー並の腕前」という評判通りの滑りで優勝したリカルド・パトレーゼに次ぐ2位に入っている。ちなみに3位は、やはりスキー好きで知られるアラン・プロストだった。

### スポンサー
フィリップモリスの重役の息子であったことから、一貫してフィリップモリス社のトップブランドである「マールボロ」の個人サポートを受けていたが、フランスの「GITANES」がチームスポンサーだったリジェ所属時と、片山右京がチームメイトとなったティレルでの1993年はレーシングスーツにマールボロのロゴが入らなかった。これは片山が全日本F3000時代の1991年から日本のJT（日本たばこ産業）からスポンサードを受けており、マシンに大きな面積を占めることとなった「CABIN」ブランドとのバッティングを避けるためであった（このころは日本においてはマールボロの製造・販売はJTが行っていたことも注記しておく）。
しかし、この年もデ・チェザリスへのマールボロからのサポートが止まっていた訳ではなく、ロゴの掲出は控えながらもチームへのスポンサーフィーの持ち込みは行なっていた。スポンサーバッティングの解消した翌年以降は、再度マールボロのロゴを付けたレーシングスーツ、ヘルメットを着用した。
1991年に慢性的な資金難に陥っていたAGSと契約する方向だったが直前で反故になってしまい、デ・チェザリスからの持参金を頼りにしていたチーム財政の致命傷となり、AGSは同年途中でF1撤退・解散してしまった。
なお、デ・チェザリスはF1での自身とマールボロとの関係は「父とマールボロ」との強いパイプかとの質問に「そうじゃない」と否定しており、「父親がマールボロのレース部門に関わる人間と知り合いだったのは確かだけど、F3を始める時にマールボロがメインスポンサーだったチームのテストが出来るよう紹介してもらったというだけで、それ以後はもう父は関係ないよ。他のたくさんのマールボロ・ドライバーと同じ条件で僕もサポートしてもらい助けてもらってるということだよ。」と述べている。
そのスポンサー金額は、1992年にティレル加入が決まった際の報道で「280万～300万ドル」が持ち込まれたと報じられている。

## レース成績

### イギリス・フォーミュラ3選手権
| 年     | チーム                     | シャシー    | エンジン     | 1     | 2     | 3     | 4     | 5       | 6     | 7     | 8       | 9      | 10    | 11    | 12    | 13      | 14    | 15      | 16    | 17      | 18    | 19      | 20    | 順位 | ポイント |
| ------ | -------------------------- | ----------- | ------------ | ----- | ----- | ----- | ----- | ------- | ----- | ----- | ------- | ------ | ----- | ----- | ----- | ------- | ----- | ------- | ----- | ------- | ----- | ------- | ----- | ---- | -------- |
| 1979年 | マルボーロ・チームティガー | マーチ・793 | トヨタ・2T-G | SIL 3 | THR 1 | SIL 3 | SNE 2 | DON Ret | THR 1 | BRH 1 | DON Ret | SIL 14 | BRH 2 | CAD 1 | SIL 1 | SIL Ret | SNE 4 | MAR Ret | SIL 4 | OUL Ret | THR 1 | SIL Ret | THR 5 | 2位  | 90       |

### ヨーロッパ・フォーミュラ2選手権
| 年     | チーム                    | 1     | 2       | 3       | 4     | 5       | 6     | 7       | 8     | 9       | 10    | 11    | 12  | 順位 | ポイント |
| ------ | ------------------------- | ----- | ------- | ------- | ----- | ------- | ----- | ------- | ----- | ------- | ----- | ----- | --- | ---- | -------- |
| 1979年 | プロジェクト4・レーシング | SIL   | HOC     | THR     | NÜR   | VLL 6   | MUG   | PAU     | HOC   | ZAN     | PER   | MIS   | DON | 22位 | 1        |
| 1980年 | マーチ・エンジニアリング  | THR 3 | HOC Ret | NÜR Ret | VLL 2 | PAU Ret | SIL 2 | ZOL Ret | MUG 5 | ZAN Ret | PER 6 | MIS 1 | HOC | 5位  | 28       |

### 全日本F2選手権
| 年     | チーム                          | 1   | 2   | 3   | 4   | 5 | 6   | 7       | 順位 | ポイント |
| ------ | ------------------------------- | --- | --- | --- | --- | - | --- | ------- | ---- | -------- |
| 1980年 | ライカ スピードスターレーシング | SUZ | NIS | SUZ | SUZ | C | SUZ | SUZ Ret | -    | 0        |

### F1
| 年     | 所属チーム                       | シャシー | 1        | 2       | 3       | 4       | 5       | 6       | 7       | 8       | 9       | 10      | 11      | 12      | 13      | 14      | 15      | 16      | WDC       | ポイント |
| ------ | -------------------------------- | -------- | -------- | ------- | ------- | ------- | ------- | ------- | ------- | ------- | ------- | ------- | ------- | ------- | ------- | ------- | ------- | ------- | --------- | -------- |
| 1980年 | アルファロメオ                   | 179      | ARG      | BRA     | RSA     | USW     | BEL     | MON     | FRA     | GBR     | GER     | AUT     | NED     | ITA     | CAN Ret | USA Ret |         |         | NC (32位) | 0        |
| 1981年 | マクラーレン                     | M29F     | USW Ret  | BRA Ret | ARG 11  |         |         |         |         |         |         |         |         |         |         |         |         |         | 18位      | 1        |
| 1981年 | マクラーレン                     | M29C     |          |         |         | SMR 6   | BEL Ret |         |         |         |         |         |         |         |         |         |         |         | 18位      | 1        |
| 1981年 | マクラーレン                     | MP4/1    |          |         |         |         |         | MON Ret | ESP Ret | FRA 11  | GBR Ret | GER Ret | AUT 8   | NED DNS | ITA 7†  | CAN Ret | CPL 12  |         | 18位      | 1        |
| 1982年 | アルファロメオ                   | 179D     | RSA 13   |         |         |         |         |         |         |         |         |         |         |         |         |         |         |         | 17位      | 5        |
| 1982年 | アルファロメオ                   | 182      |          | BRA Ret | USW Ret | SMR Ret | BEL Ret |         | DET Ret | CAN 6†  | NED Ret | GBR Ret | FRA Ret | GER Ret | AUT Ret | SUI 10  | ITA 10  | CPL 9   | 17位      | 5        |
| 1982年 | アルファロメオ                   | 182B     |          |         |         |         |         | MON 3†  |         |         |         |         |         |         |         |         |         |         | 17位      | 5        |
| 1983年 | アルファロメオ                   | 183T     | BRA EX   | USW Ret | FRA 12  | SMR Ret | MON Ret | BEL Ret | DET Ret | CAN Ret | GBR 8   | GER 2   | AUT Ret | NED Ret | ITA Ret | EUR 4   | RSA 2   |         | 8位       | 15       |
| 1984年 | リジェ                           | JS23     | BRA Ret  | RSA 5   | BEL Ret | SMR 6†  | FRA 10  | MON Ret | CAN Ret | DET Ret | DAL Ret | GBR 10  | GER 7   | AUT Ret | NED Ret | ITA Ret |         |         | 18位      | 3        |
| 1984年 | リジェ                           | JS23B    |          |         |         |         |         |         |         |         |         |         |         |         |         |         | EUR 7   | POR 12  | 18位      | 3        |
| 1985年 | リジェ                           | JS25     | BRA Ret  | POR Ret | SMR Ret | MON 4   | CAN 14  | DET 10  | FRA Ret | GBR Ret | GER Ret | AUT Ret | NED Ret | ITA     | BEL     | EUR     | RSA     | AUS     | 17位      | 3        |
| 1986年 | ミナルディ                       | M185B    | BRA Ret  | ESP Ret | SMR Ret | MON DNQ | BEL Ret | CAN Ret | DET Ret | FRA Ret | GBR Ret | GER Ret |         |         |         |         |         |         | NC (24位) | 0        |
| 1986年 | ミナルディ                       | M186     |          |         |         |         |         |         |         |         |         |         | HUN Ret | AUT Ret | ITA Ret | POR Ret | MEX 8   | AUS Ret | NC (24位) | 0        |
| 1987年 | ブラバム                         | BT56     | BRA Ret  | SMR Ret | BEL 3   | MON Ret | DET Ret | FRA Ret | GBR Ret | GER Ret | HUN Ret | AUT Ret | ITA Ret | POR Ret | ESP Ret | MEX Ret | JPN Ret | AUS 8†  | 14位      | 4        |
| 1988年 | リアル                           | ARC1     | BRA Ret  | SMR Ret | MON Ret | MEX Ret | CAN 9†  | DET 4   | FRA 10  | GBR Ret | GER 13  | HUN Ret | BEL Ret | ITA Ret | POR Ret | ESP Ret | JPN Ret | AUS 8†  | 15位      | 3        |
| 1989年 | ダラーラ／スクーデリア・イタリア | F189     | BRA 13   | SMR 10  | MON 13  | MEX Ret | USA Ret | CAN 3   | FRA DNQ | GBR Ret | GER 7   | HUN Ret | BEL 11  | ITA Ret | POR Ret | ESP 7   | JPN 10  | AUS Ret | 16位      | 4        |
| 1990年 | ダラーラ／スクーデリア・イタリア | F190     | USA Ret  | BRA Ret | SMR Ret | MON Ret | CAN Ret | MEX 13  | FRA DSQ | GBR Ret | GER DNQ | HUN Ret | BEL Ret | ITA 10  | POR Ret | ESP Ret | JPN Ret | AUS Ret | NC (27位) | 0        |
| 1991年 | ジョーダン                       | 191      | USA DNPQ | BRA Ret | SMR Ret | MON Ret | CAN 4   | MEX 4   | FRA 6   | GBR Ret | GER 5   | HUN 7   | BEL 13† | ITA 7   | POR 8   | ESP Ret | JPN Ret | AUS 8   | 9位       | 9        |
| 1992年 | ティレル                         | 020B     | RSA Ret  | MEX 5   | BRA Ret | ESP Ret | SMR 14† | MON Ret | CAN 5   | FRA Ret | GBR Ret | GER Ret | HUN 8   | BEL 8   | ITA 6   | POR 9   | JPN 4   | AUS Ret | 9位       | 8        |
| 1993年 | ティレル                         | 020C     | RSA Ret  | BRA Ret | EUR Ret | SMR Ret | ESP DSQ | MON 10  | CAN Ret | FRA 15  |         |         |         |         |         |         |         |         | NC (27位) | 0        |
| 1993年 | ティレル                         | 021      |          |         |         |         |         |         |         |         | GBR NC  | GER Ret | HUN 11  | BEL Ret | ITA 13† | POR 12  | JPN Ret | AUS 13  | NC (27位) | 0        |
| 1994年 | ジョーダン                       | 194      | BRA      | PAC     | SMR Ret | MON 4   | ESP     |         |         |         |         |         |         |         |         |         |         |         | 19位      | 4        |
| 1994年 | ザウバー                         | C13      |          |         |         |         |         | CAN Ret | FRA 6   | GBR Ret | GER Ret | HUN Ret | BEL Ret | ITA Ret | POR Ret | EUR Ret | JPN     | AUS     | 19位      | 4        |

- 太字はポールポジション、斜字はファステストラップ。(key)
- † : リタイアだが、90%以上の距離を走行したため規定により完走扱い。